# Sigridea californica
Sigridea californica är en lavart som först beskrevs av Edward Tuckerman och som fick sitt nu gällande namn av Anders Tehler. 
Sigridea californica ingår i släktet Sigridea och familjen Roccellaceae. Inga underarter finns listade i Catalogue of Life.